# Roman autobiografic
Un roman autobiografic e un roman care pornește de la elemente împrumutate din viața autorului său. El se deosebește de o autobiografie sau de memorii prin stipularea expresă a faptului că e o operă de ficțiune. Dacă faptele relatate sunt departe de evenimentele reale el mai poate fi numit și roman semi-autobiografic. 
Fiind o operă cu intenționalitate artistică elementele biografice pot fi distorsionate, nu există pretenție de neutralitate, de exprimarea unor adevăruri. Selecția elementelor se face potrivit dorinței autorului, iar personajele și sentimentele lor pot părea mai intense în comparație cu cele din viața reală.
Pentru a demonstra autenticitatea unui roman autobiografic avem nevoie de argumente plauzibile care sa ne sustina opinia . 